# Кайгородов, Дмитрий Никифорович
Дми́трий Ники́форович Кайгоро́дов (31 августа (12 сентября) 1846, Полоцк — 11 февраля 1924, Ленинград) — русский лесовод, специалист в области лесной технологии, орнитологии, педагог и популяризатор естествознания, «отец» русской фенологии, почётный профессор Санкт-Петербургского лесного института. Автор многочисленных научных трудов, учебных пособий, книг о природе, статей и сказок естественно-исторического содержания. Почётный член Витебской губернской учёной архивной комиссии.
Его брат: Михаил Никифорович Кайгородов (1853—1918) — генерал от инфантерии, иркутский губернатор, комендант Гродненской крепости.

## Биография
Родился в Полоцке в семье генерал-майора Никифора Ивановича Кайгородова (1810—1882). Окончил в 1863 году Полоцкий кадетский корпус, где его отец был преподавателем математики.
Военное образование получил в Константиновском военном (1863—1864) и Михайловском артиллерийском (1864—1865) училищах, проходил службу в Царстве Польском.
С 1868 году служил офицером на Охтинском казённом пороховом заводе. В это же время зачислился вольным слушателем Земледельческого (Лесного) института. После оставления военной службы защитил кандидатскую диссертацию «Производство уксусно-кислой извести, как предмет мелкой заводской промышленности в Ярославской губернии» и в 1872 году получил звание кандидата сельского хозяйства и лесоводства.
В 1873 году переведён на службу по корпусу лесничих и был командирован Министерством государственных имуществ для усовершенствования лесной технологии на 2 года за границу. Пребывая за границей, прослушал курс лекций в Тарандской лесной академии и на лесном факультете Цюрихского политехнического института, прошёл стажировку в передовых лесных хозяйствах Швейцарии, Германии, Австрии, Франции и Швеции.
После возвращения из заграничной командировки в 1875 году получил в Санкт-Петербургском лесном институте кафедру — сначала лесной технологии, затем лесного инженерного искусства, которую занимал по 1905 год. Профессор с 1882 года.
Работал над испытанием технических средств древесины, вопросами сухой перегонки дерева и лесного товароведения, разработал таблицы для измерения качества леса. За изобретение прибора для определения твёрдости древесины и составление первого в России «Русского толкового лесотоварного словаря» (1883) был удостоен премии Специального лесного комитета.
С 1889 по 1891 год Кайгородов преподавал великому князю Михаилу Александровичу естественную историю.
Прославился Кайгородов как исключительный популяризатор природы.
В 1872 году в рабочем квартале на Охтинском пороховом заводе он впервые прочел свою популярную лекцию: «О цветке как источнике наслаждения» С тех пор и на протяжении всей своей жизни Кайгородов был одним из самых активных и неутомимых популяризаторов родной русской природы.
В 1882 году на Всероссийском съезде лесохозяев в Москве он выступил с докладом о природоохранном значении лесов и последствиях их уничтожения. С 1887 года читал лекции в Педагогическом музее Комитета грамотности.
С 1881 года Д. Н. Кайгородов уделял много времени фенологическим наблюдениям. Он один из основателей «Русского общества любителей мироведения», организатор и руководитель его фенологического отдела. В 1885 году создал фенологическую сеть для проведения биоклиматического районирования европейской части России, составил фенологические карты весеннего прилёта птиц, таблицу «Наглядное изображение пользы и вреда, приносимых нашими птицами» (1891). Результаты фенологических наблюдений с 1888 года регулярно печатались в петербургских газетах под названием «Бюллетень природы».
Статьи и заметки учёного о жизни петербургской природы, результатах его фенологических наблюдений и выступления в защиту русского леса регулярно печатались во многих журналах и ежегодниках: «Мир Божий», «Природа и охота», «Вестник птицеводства», «Вестник садоводства», «Русская школа», «Лесной журнал», «Ежегодник Санкт-Петербургского Лесного института», «Сельский вестник», «Новое время», «Правительственный вестник» и др.
В детских журналах «Игрушечка», «Родник», «Семейные вечера» с 1889 года печатал статьи и сказки естественно-исторического содержания.
В своих публицистических выступлениях боролся с косной системой преподавания естественных наук, рекомендовал экскурсионный метод обучения, позволяющий воспитать у школьников интерес и привить любовь к окружающей природе (особенно горожанам). Автор учебного пособия «Краткий обзор растительного царства по климатическим поясам» (1885) и комплексной программы по естествознанию (1901).
В 1901 году Министерством народного просвещения была утверждена программа естествознания для первых трёх классов средней школы, составленная Д. Н. Кайгородовым. Эта программа была составлена не по предметам естественных наук — ботанике, зоологии и др., а по «общежитиям природы», то есть по природным сообществам: лес, сад, луг, пруд, река. Изучение каждого общежития проводилось через три первые класса школы. Эту систему Д. Н. Кайгородов заимствовал из работ немецкого педагога Ф. Юнге. Изучение природы рекомендовалось проводить во время экскурсий и прогулок со школьниками.
Однако со стороны педагогической общественности программа Д. К. Кайгородова подверглась жёсткой критике, поскольку её считали неудачной как по содержанию, так и в методическом и методологическом отношении, выражающей идеалистическую трактовку явлений природы. Под напором этой критики Министерство народного просвещения было вынуждено пересмотреть программу Кайгородова. При участии ряда профессоров биологов и педагогов-методистов программа для трёх младших классов была в 1904 году переработана. В её основу была положена схема курса, разработанного в 1887 году А. Я. Гердом
Считая природу источником музыкального, поэтического творчества, Кайгородов, описывая растительный и животный мир, вводил в свои собственные сочинения оригинальные образы и сравнения. В лекции «П. И. Чайковский и природа» (отд. изд. 1907), прочитанной на собрании литературно-художественного кружка им. Я. П. Полонского, Кайгородов доказывал, что некоторые музыкальные произведения созданы композитором под впечатлением вполне конкретных уголков природы России.
Всего Д. Н. Кайгородов опубликовал около 300 работ. Научно-литературная деятельность Кайгородова высоко оценивалась его современниками и не утратила своего значения для чтения до настоящего времени.
В 1911 г. избран почетным членом Московского общества любителей аквариума и комнатных растений.
В последние годы жизни Д. В. Кайгородов работал в Лесном отделе Государственного института опытной агрономии, занимаясь обработкой собранного за долгие годы фенологического материала.
Умер 11 февраля 1924 года на 78 году жизни, похоронен в парке на территории Лесотехнической академии.

## Некоторые труды
- «Беседы о русском лесе» (СПб., 1880; 8-е изд., 1911).
- «Из зелёного царства» (популярно-ботанические очерки; СПб., 1888; 7-е изд., 1912).
- «Собиратель грибов: Карманная книжка, содержащая в себе описание важнейших съедобных, ядовитых и сомнительных грибов, растущих в России.», с красочными таблицами (СПб., 1888; 5-е изд., 1909).
- «Древесный календарь Европейской России» (СПб., 1907).
- «Наши весенние цветы» (с красочными таблицами, серия I, СПб., 1911; серия II, 1912).
- «Наши летние цветы» (с красочными таблицами, серия I, СПб., 1913; серия II, 1914).
- «Из царства пернатых» (с красочными таблицами, СПб., 1893; 4-е изд., 1908).
- «Пернатые хищники» (с красочными таблицами, СПб., 1906).
- «Птицы окрестностей охтенского порохового завода и лесного института» («Труды Санкт-Петербургского общества естествоиспытателей» 1885, том XVI).
- «Орнитофауна парка лесного института и изменения, происшедшие в ней за 10-летие 1886—1896 годы» («Известия лесного Института», 1898, вып. 1).
- «Орнитофауна парка лесного института и изменения, происшедшие в ней за 10-летие 1897—1907 годы» («Известия Императорского лесного института», 1908, вып. XVIII).
- «Наши весенние бабочки» (с красочными таблицами, СПб., 1910; 2-е изд., 1914); «Календарь петербургской весны» (стенная таблица, СПб., 1893; 15-е изд., 1910).
- «Из родной природы. Хрестоматия для чтения в народной школе и семье» (СПб., 1902, 1912).
- «На разные темы, преимущественно педагогические» (СПб., 1901, 2-е изд.).
- О школьных фенологических наблюдениях, [Вологда], 1920.

## Семья
- сын Кайгородов, Анатолий Дмитриевич (1878—1945) — художник.
- дочь Тамара Дмитириевна Маресева  (26.04.1882, Санкт-Петербург — 1958)

## Память
- В мае 1929 года Совнарком СССР разрешил комиссии по увековечению памяти Кайгородова провести общественный сбор по подписным листам среди любителей природы и фенологов на памятник и издание его трудов. На могиле было установлено надгробие.
- Имя Кайгородова носит Фенологическая комиссия Русского географического общества.
- В 1947 году в Ленинградской лесотехнической академии была организована Государственная фенологическая станция им. Д. Н. Кайгородова.
- На доме в Лесном, где с 1905 года жил Дмитрий Никифорович Кайгородов (Институтский проспект, 21), размещена мемориальная доска.